# 国際放送機器展
国際放送機器展（こくさいほうそうききてん、英称:International Broadcast Equipment Exhibition）は、音と映像と通信のプロフェッショナル展として、コンテンツビジネスにかかわる最新のイノベーションを紹介する電子情報技術産業協会(JEITA)が主催の日本の見本市。
略称は英表記からとった、Inter BEE。

## 概要
総務省、経済産業省、NHK、日本民間放送連盟、電波産業会、デジタルコンテンツ協会、放送サービス高度化推進協会の7団体と、34の各種業界団体からの協力得て毎年秋ごろに開催している音と映像と通信のプロフェッショナル展示会である。

## 沿革
- 1965年（昭和40年）一般社団法人日本民間放送連盟からの呼びかけで、第2回・民放技術報告会の併設展として、発明会館（東京・虎ノ門）において、「旧称・放送機器展」を出展者12社で初開催。
- 1966年（昭和41年）第2回の開催を、民放連と電子機械工業会（現：一般社団法人 電子情報技術産業協会、略称・JEITA）との共催となる。
- 1967年（昭和42年）第3回より、科学技術館（東京・北の丸）に会場を移転。
- 1968年（昭和43年）第4回から、主催を電子機械工業会（現：一般社団法人 電子情報技術産業協会、略称・JEITA）、運営を日本エレクトロニクスショー協会とし、民放連は協賛団体とする形態で開催。
- 1974年（昭和49年）第10回から、日本放送協会（NHK）が協賛団体として参画。
- 1982年（昭和57年）第18回より、東京流通センター（東京・平和島）に会場を移転。また、会場移設を契機に、海外からの参加者増に対応するため、「国際放送機器展（英称・International Broadcast Equipment Exhibition、略称・Inter BEE）」と改称。
- 1985年（昭和60年）第21回より、サンシャインシティ（東京・池袋）のコンベンションセンターTokyoへ会場を移転。
- 1990年（平成2年）第26回より、幕張メッセに会場を移転。
- 1998年（平成10年）第34回に来場者が3万人を超える。
- 2007年（平成19年）第43回から、放送領域以外へのメディアの広がりを加味し、単に「Inter BEE」と言う呼称の展示会名称を全面に打ち出す。同時に、Websiteでの情報発信を強化するために「Inter BEE online」を立ち上げ、来場者数は3万5,000人を超える。
- 2009年（平成21年）第45回に出展者数が800社を超える。
- 2024年（令和6年） 開催60周年を迎える。